# Tomasz Sadzyński
Tomasz Sadzyński (ur. 12 listopada 1976 w Łodzi) – polski samorządowiec, urzędnik administracji publicznej, w 2010 pełniący funkcję prezydenta Łodzi.

## Życiorys
W 2004 ukończył administrację na Wydziale Prawa i Administracji Uniwersytetu Łódzkiego. Był pracownikiem agencji reklamowej, następnie przeszedł do pracy w Urzędzie Marszałkowskim Województwa Łódzkiego. Przez rok prowadził zajęcia z zakresu marketingu na Wydziale Ekonomiczno-Socjologicznym UŁ.
W wyborach samorządowych w 2006 z listy Platformy Obywatelskiej uzyskał mandat radnego łódzkiej rady miejskiej. Po objęciu stanowiska marszałka województwa przez Włodzimierza Fisiaka został powołany na sekretarza województwa łódzkiego.
Po odwołaniu Jerzego Kropiwnickiego w referendum lokalnym ze stycznia 2010 premier Donald Tusk powierzył mu od lutego tegoż roku pełnienie funkcji prezydenta miasta. W wyborach samorządowych w 2010 ponownie został radnym Łodzi, rezygnując w związku z tym w listopadzie tego samego roku z funkcji komisarza.
W 2011 odszedł z rady miasta, obejmując stanowisko prezesa zarządu Łódzkiej Specjalnej Strefy Ekonomicznej, które zajmował do 2016. Od stycznia 2017 do stycznia 2019 był prezesem Przedsiębiorstwa Komunalnego Gminy Konstantynów Łódzki. W listopadzie 2018 został pełnomocnikiem p.o. dyrektora Uniwersyteckiego Szpitala Klinicznego nr 2 im. WAM w Łodzi  Centralnego Szpitala Weteranów. W 2024 ponownie powołano go na prezesa zarządu Łódzkiej SSE.